# Allenatori e presidenti del Bologna Football Club 1909

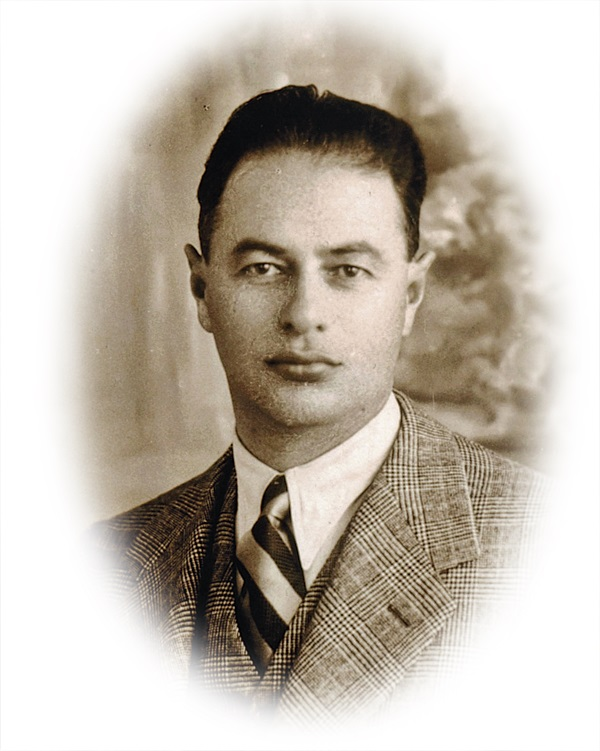
Árpád Weisz, uno degli allenatori più vincenti della storia felsinea

In questa pagina sono elencati gli allenatori e i presidenti del Bologna Football Club 1909, società calcistica italiana per azioni con sede a Bologna.

## Allenatori
In totale sono 73 i tecnici che hanno assunto il ruolo di primo allenatore del Bologna, di cui 4 hanno costituito una commissione tecnica e 5 hanno ricoperto il ruolo di direttore tecnico.
Il primo allenatore della società, che aveva il ruolo di giocatore-allenatore, fu lo svizzero Louis Rauch, a quel tempo anche presidente e tra i fondatori del club; il primo allenatore professionista di ruolo invece è stato l'austriaco Hermann Felsner, a guida della squadra dal 1920.

### Elenco cronologico degli allenatori
Di seguito l'elenco degli allenatori del Bologna dall'anno della fondazione a oggi, e i relativi trofei vinti.
- 1910  Louis Rauch
- 1911-1912 Commissione tecnica [N 1][N 2]
- 1913-1914  Arrigo Mezzano -  Louis Rauch
- 1920-1930  Hermann Felsner  [N 3]
- 1930-1931  Hermann Felsner (1ª-15ª)
 Gyula Lelovics (16ª-34ª)
- 1931-1932  Gyula Lelovics
- 1932-1933  József Nagy (1ª-25ª)
 Achille Gama (26ª-34ª)
- 1933-1934  Achille Gama (1ª-11ª)
Commissione tecnica:  Pietro Genovesi,  Bernardo Perin e  Angelo Schiavio (12ª-18ª)
 Lajos Kovács (19ª-34ª)
- 1934-1935  Lajos Kovács (1ª-14ª)
 Árpád Weisz (15ª-30ª)
- 1935-1938  Árpád Weisz
- 1938-1939  Árpád Weisz (1ª-5ª)
 Hermann Felsner (6ª-30ª)
- 1939-1942  Hermann Felsner
- 1942-1943  Mario Montesanto
- 1943-1944  Bruno Maini
- 1945-1946  Alexander Popovic (1ª-13ª)
 Angelo Schiavio e  Pietro Genovesi (14ª-26ª) [N 4]
- 1946-1947  József Viola
- 1947-1948  Gyula Lelovics
- 1948-1949  Tony Cargnelli
- 1949-1950  Tony Cargnelli (1ª-6ª)
 Tony Cargnelli e  Pietro Genovesi (D.T.) (7ª-15ª)
 Edmund Crawford (16ª-38ª)
- 1950-1951  Edmund Crawford (1ª-36ª)
 Raffaele Sansone (37ª-38ª)
- 1951-1952  Edmund Crawford (1ª-5ª)
 Raffaele Sansone (6ª-9ª)
 Giuseppe Galluzzi (10ª-35ª)
 Gyula Lelovics (36ª-38ª)
- 1952-1955  Giuseppe Viani
- 1955-1956  Giuseppe Viani[N 5] (1ª-17ª)
 Aldo Campatelli (18ª-34ª)
- 1956-1957  Aldo Campatelli
- 1957-1958  Ljubo Benčić (1ª-8ª)
 Raffaele Sansone (9ª)
 György Sárosi (10ª-34ª)
- 1958-1959  Ljubo Benčić e  Alfredo Foni (D.T.)
- 1959-1961  Federico Allasio
- 1961-1965  Fulvio Bernardini
- 1965-1966  Manlio Scopigno (1ª-5ª)
 Luis Carniglia (6ª-34ª)
- 1966-1967  Luis Carniglia
- 1967-1968  Luis Carniglia (1ª-13ª)
 Cesarino Cervellati e  Giuseppe Viani (D.T.) (14ª-30ª)
- 1968-1969  Cesarino Cervellati (1ª-15ª)
 Cesarino Cervellati e  Oronzo Pugliese (D.T.) (16ª-30ª)
- 1969-1971  Edmondo Fabbri
- 1971-1972  Edmondo Fabbri (1ª-18ª)
 Cesarino Cervellati e  Oronzo Pugliese (D.T.) (19ª-30ª)
- 1972-1976  Bruno Pesaola
- 1976-1977  Gustavo Giagnoni (1ª-12ª)
 Cesarino Cervellati (13ª-30ª)
- 1977-1978  Cesarino Cervellati (1ª-5ª)
- Bruno Pesaola (6ª-30ª)
- 1978-1979  Bruno Pesaola (1ª-12ª)
 Marino Perani (13ª-19ª)
 Cesarino Cervellati (20ª-30ª)
- 1979-1980  Marino Perani
- 1980-1981  Luigi Radice
- 1981-1982  Tarcisio Burgnich (1ª-22ª)
 Francesco Liguori (23ª-30ª)
- 1982-1983  Alfredo Magni (1ª-9ª)
 Paolo Carosi (10ª-23ª)
 Cesarino Cervellati (24ª-38ª)
- 1983-1984  Giancarlo Cadè
- 1984-1985  Pietro Santin (1ª-5ª)
 Bruno Pace (6ª-38ª)
- 1985-1986  Carlo Mazzone
- 1986-1987  Vincenzo Guerini (1ª-28ª)
 Giovan Battista Fabbri (29ª-38ª)
- 1987-1990  Luigi Maifredi[N 6]
- 1990-1991  Franco Scoglio (1ª-6ª)
 Luigi Radice (7ª-34ª)
- 1991-1992  Luigi Maifredi (1ª-11ª)
 Nedo Sonetti (12ª-38ª)
- 1992-1993  Eugenio Bersellini (1ª-23ª)
 Aldo Cerantola (24ª-32ª)
 Romano Fogli e  Francesco Janich (D.T.) (33ª-38ª)
- 1993-1994  Alberto Zaccheroni (1ª-12ª)
 Edoardo Reja (13ª-34ª)
- 1994-1998  Renzo Ulivieri[N 7][N 8]
- 1998-1999  Carlo Mazzone
- 1999-2000  Sergio Buso (1ª-7ª)
 Francesco Guidolin (8ª-34ª)
- 2000-2003  Francesco Guidolin
- 2003-2005  Carlo Mazzone
- 2005-2006  Renzo Ulivieri (1ª-14ª)
 Andrea Mandorlini (15ª-31ª)
 Renzo Ulivieri (32ª-42ª)
- 2006-2007  Renzo Ulivieri (1ª-21ª)
 Luca Cecconi (22ª)
 Renzo Ulivieri (23ª-29ª)
 Luca Cecconi (30ª)
 Renzo Ulivieri (31ª-34ª)
 Luca Cecconi (35ª-42ª)
- 2007-2008  Daniele Arrigoni
- 2008-2009  Daniele Arrigoni (1ª-10ª)
 Siniša Mihajlović (11ª-31ª)
 Giuseppe Papadopulo (32ª-38ª)
- 2009-2010  Giuseppe Papadopulo (1ª-8ª)
 Franco Colomba (9ª-38ª)
- 2010-2011  Paolo Magnani (1ª)
 Alberto Malesani (2ª-38ª)
- 2011-2012  Pierpaolo Bisoli (2ª-6ª)
 Stefano Pioli (1ª, 7ª-38ª)
- 2012-2013  Stefano Pioli
- 2013-2014  Stefano Pioli (1ª-18ª)
 Davide Ballardini (19ª-38ª)
- 2014-2015  Diego Luis López (1ª-39ª)
 Delio Rossi (40ª-42ª e play-off)
- 2015-2016  Delio Rossi (1ª-10ª)
 Roberto Donadoni (11ª-38ª)
- 2016-2018  Roberto Donadoni
- 2018-2019  Filippo Inzaghi (1ª-21ª)
 Siniša Mihajlović (22ª-38ª)
- 2019-2022  Siniša Mihajlović
- 2022-2023  Siniša Mihajlović (1ª-5ª)
 Luca Vigiani (6ª)
 Thiago Motta (7ª-38ª)
- 2023-2024  Thiago Motta
- 2024-  Vincenzo Italiano

### Record

#### Stagioni da allenatore
Il record della carica da tecnico del Bologna più lunga appartiene sempre a Hermann Felsner, a capo dei rossoblù per 15 stagioni di cui 10 consecutive, dalla Prima Categoria 1920-1921 alla Serie A 1930-1931 e dalla Serie A 1938-1939 alla Serie A 1941-1942, per un totale di 370 panchine. La seconda avventura più lunga è stabilita da quattro allenatori: Cesarino Cervellati, Renzo Ulivieri, Bruno Pesaola e Siniša Mihajlović, tutti sulla panchina bolognese per 6 stagioni; il secondo è anche l'allenatore con più panchine dopo Felsner (215).
Di seguito la tabella con tutti gli allenatori con le relative stagioni:

Cesarino Cervellati

Luigi Maifredi

Carlo Mazzone

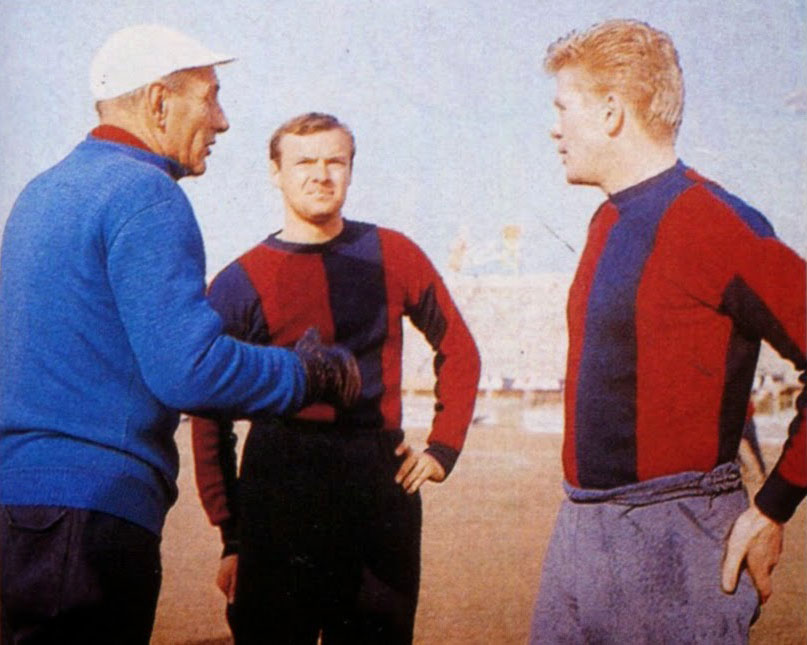
Fulvio Bernardini (a sinistra)

| Nome                   | Nazionalità         | Stagioni* | Periodo*                                    | Annotazioni |
| ---------------------- | ------------------- | --------- | ------------------------------------------- | ----------- |
| Federico Allasio       | Italia              | 2         | 1959-61                                     |             |
| Daniele Arrigoni       | Italia              | 2         | 2007-09                                     |             |
| Davide Ballardini      | Italia              | 1         | 2013-14                                     |             |
| Ljubo Benčić           | Jugoslavia          | 2         | 1957-59                                     | [ N 9 ]     |
| Fulvio Bernardini      | Italia              | 4         | 1961-65                                     |             |
| Eugenio Bersellini     | Italia              | 1         | 1992-93                                     |             |
| Pierpaolo Bisoli       | Italia              | 1         | 2011-12                                     |             |
| Tarcisio Burgnich      | Italia              | 1         | 1981-82                                     |             |
| Sergio Buso            | Italia              | 1         | 1999-2000                                   |             |
| Giancarlo Cadè         | Italia              | 1         | 1983-84                                     |             |
| Aldo Campatelli        | Italia              | 2         | 1955-57                                     |             |
| Tony Cargnelli         | Austria             | 2         | 1948-50                                     | [ N 10 ]    |
| Luis Carniglia         | Argentina           | 3         | 1965-68                                     |             |
| Paolo Carosi           | Italia              | 1         | 1982-83                                     |             |
| Luca Cecconi           | Italia              | 1         | 2006-07                                     | [ N 11 ]    |
| Aldo Cerantola         | Italia              | 1         | 1992-93                                     |             |
| Cesarino Cervellati    | Italia              | 6         | 1967-69, 1971-72, 1976-77, 1978-79, 1982-83 | [ N 12 ]    |
| Franco Colomba         | Italia              | 2         | 2009-11                                     |             |
| Edmund Crawford        | Inghilterra         | 3         | 1949-52                                     |             |
| Roberto Donadoni       | Italia              | 3         | 2015-18                                     |             |
| Edmondo Fabbri         | Italia              | 3         | 1969-72                                     |             |
| Giovan Battista Fabbri | Italia              | 1         | 1986-87                                     |             |
| Hermann Felsner        | Austria, Germania** | 15        | 1920-31, 1938-42                            |             |
| Romano Fogli           | Italia              | 1         | 1992-93                                     | [ N 13 ]    |
| Alfredo Foni           | Italia              | 1         | 1958-59                                     | [ N 14 ]    |
| Giuseppe Galluzzi      | Italia              | 1         | 1951-52                                     |             |
| Achille Gama           | Italia              | 2         | 1932-34                                     |             |
| Pietro Genovesi        | Italia              | 2         | 1933-34, 1945-46, 1949-50                   | [ N 15 ]    |
| Gustavo Giagnoni       | Italia              | 1         | 1976-77                                     |             |
| Vincenzo Guerini       | Italia              | 1         | 1986-87                                     |             |
| Francesco Guidolin     | Italia              | 4         | 1999-2003                                   |             |
| Filippo Inzaghi        | Italia              | 1         | 2018-19                                     |             |
| Vincenzo Italiano      | Italia              | 2         | 2024-26 (presente)                          |             |
| Francesco Janich       | Italia              | 1         | 1992-93                                     | [ N 16 ]    |
| Lajos Kovács           | Ungheria            | 2         | 1933-35                                     |             |
| Gyula Lelovics         | Ungheria**          | 4         | 1930-32, 1946-48, 1951-52                   | [ N 17 ]    |
| Francesco Liguori      | Italia              | 1         | 1981-82                                     |             |
| Diego López            | Uruguay             | 1         | 2014-15                                     |             |
| Paolo Magnani          | Italia              | 1         | 2010-11                                     | [ N 18 ]    |
| Alfredo Magni          | Italia              | 1         | 1982-83                                     |             |
| Luigi Maifredi         | Italia              | 4         | 1987-90, 1991-92                            |             |
| Bruno Maini            | Italia              | 1         | 1943-44                                     |             |
| Alberto Malesani       | Italia              | 1         | 2010-11                                     |             |
| Andrea Mandorlini      | Italia              | 1         | 2005-06                                     |             |
| Carlo Mazzone          | Italia              | 4         | 1985-86, 1998-99, 2003-05                   |             |
| Siniša Mihajlović      | Serbia              | 6         | 2008-09, 2018-23                            |             |
| Mario Montesanto       | Italia              | 1         | 1942-43                                     |             |
| Thiago Motta           | Italia              | 2         | 2022-24                                     |             |
| József Nagy            | Ungheria            | 1         | 1932-33                                     |             |
| Bruno Pace             | Italia              | 1         | 1984-85                                     |             |
| Giuseppe Papadopulo    | Italia              | 2         | 2008-10                                     |             |
| Marino Perani          | Italia              | 2         | 1978-80                                     |             |
| Bernardo Perin         | Italia              | 1         | 1933-34                                     | [ N 19 ]    |
| Bruno Pesaola          | Italia              | 6         | 1972-76, 1977-79                            |             |
| Stefano Pioli          | Italia              | 3         | 2011-14                                     |             |
| Alexander Popovic      | Austria             | 1         | 1945-46                                     |             |
| Oronzo Pugliese        | Italia              | 2         | 1968-69, 1971-72                            | [ N 20 ]    |
| Luigi Radice           | Italia              | 2         | 1980-81, 1990-91                            |             |
| Edoardo Reja           | Italia              | 1         | 1993-94                                     |             |
| Delio Rossi            | Italia              | 2         | 2014-16                                     |             |
| Raffaele Sansone       | Italia              | 3         | 1950-52, 1957-58                            |             |
| Pietro Santin          | Italia              | 1         | 1984-85                                     |             |
| György Sárosi          | Ungheria            | 1         | 1957-58                                     |             |
| Angelo Schiavio        | Italia              | 2         | 1933-34, 1945-46                            | [ N 21 ]    |
| Franco Scoglio         | Italia              | 1         | 1990-91                                     |             |
| Manlio Scopigno        | Italia              | 1         | 1965-66                                     |             |
| Nedo Sonetti           | Italia              | 1         | 1991-92                                     |             |
| Renzo Ulivieri         | Italia              | 6         | 1994-98, 2005-06, 2006-07                   | [ N 22 ]    |
| Giuseppe Viani         | Italia              | 5         | 1952-56, 1967-68                            | [ N 23 ]    |
| Luca Vigiani           | Italia              | 1         | 2022-23                                     | [ N 24 ]    |
| József Viola           | Ungheria            | 1         | 1946-47                                     | [ N 25 ]    |
| Árpád Weisz            | Ungheria            | 5         | 1934-39                                     |             |
| Alberto Zaccheroni     | Italia              | 1         | 1993-94                                     |             |

*Contata come una stagione anche se non è stata una carica a intera stagione
**Cambio di nazionalità durante il periodo di militanza

#### Presenze e vittorie in partite ufficiali
Di seguito le presenze e le vittorie in partite ufficiali degli allenatori del Bologna.

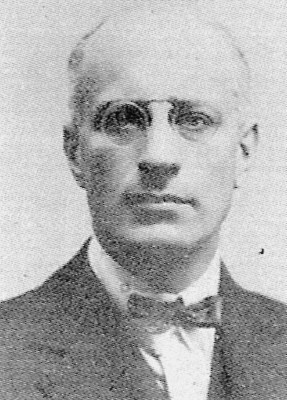
Hermann Felsner

Renzo Ulivieri

| Presenze - 370 Hermann Felsner - 215 Renzo Ulivieri - 198 Bruno Pesaola - 185 Carlo Mazzone - 164 Siniša Mihajlović - 148 Árpád Weisz - 148 Fulvio Bernardini - 148 Francesco Guidolin - 135 Luigi Maifredi - 130 Giuseppe Viani | Vittorie - 210 Hermann Felsner - 97 Renzo Ulivieri - 75 Fulvio Bernardini - 65 Carlo Mazzone - 58 Bruno Pesaola - 55 Árpád Weisz - 53 Giuseppe Viani - 50 Siniša Mihajlović - 49 Gyula Lelovics - 49 Francesco Guidolin |

#### Trofei vinti
Di seguito l'elenco dei titoli vinti dai singoli allenatori del Bologna. Sono esclusi i trofei vinti da commissioni tecniche.
- 4   Hermann Felsner (Serie A 1924-1925, Serie A 1928-1929, Serie A 1938-1939, Serie A 1940-1941)
- 3  Árpád Weisz (Serie A 1935-1936, Serie A 1936-1937, Torneo Internazionale dell'Expo Universale di Parigi 1937)
- 2  Edmondo Fabbri (Coppa Italia 1969-1970, Coppa di Lega Italo-Inglese 1970)
- 2  Renzo Ulivieri  (Serie C1 1994-1995, Serie B 1995-1996)
- 1  Gyula Lelovics  (Coppa dell'Europa Centrale 1932)
- 1  Lajos Kovács (Coppa dell'Europa Centrale 1934)
- 1  Federico Allasio  (Coppa Mitropa 1961)
- 1  Fulvio Bernardini  (Serie A 1963-1964)
- 1  Bruno Pesaola  (Coppa Italia 1973-1974)
- 1  Luigi Maifredi  (Serie B 1987-1988)
- 1  Carlo Mazzone  (Coppa Intertoto 1998)
- 1  Vincenzo Italiano  (Coppa Italia 2024-2025)

### Riconoscimenti

#### A livello nazionale

##### In Italia
| Panchina d'argento - Renzo Ulivieri (1995) | Premio Giacinto Facchetti - Roberto Donadoni (2015) | Oscar del calcio AIC Categorie vigenti: - Miglior allenatore (1997-presente): - Carlo Mazzone: 1999 (nomination) |

| Serie A Coach of the Month - Siniša Mihajlović (aprile 2022) - Thiago Motta (febbraio 2023) - Thiago Motta (febbraio 2024) - Thiago Motta (marzo 2024) - Vincenzo Italiano (marzo 2025) | Premio per il messaggio positivo - Siniša Mihajlović (2019) |

1. ↑  Riconoscimento istituito dalla Lega Nazionale Professionisti Serie A (LNPA) nel 2021 per premiare il miglior allenatore del mese della stagione calcistica italiana.

##### In altri paesi
- Allenatore serbo dell'anno:
  - Siniša Mihajlović: 2019[17][18]

#### Hall of fame
- Hall of Fame della FIGC:[19]
  - Allenatore italiano:
    -  Carlo Mazzone (introdotto nel 2019)

  - Premi alla memoria:
    -  Fulvio Bernardini (introdotto nel 2011)
    -  Angelo Schiavio* (introdotto nel 2012)
    -  Árpád Weisz (introdotto nel 2017)
    -  Giuseppe Viani (introdotto nel 2018)
    -  Luigi Radice (introdotto nel 2019)
    -  Romano Fogli* (introdotto nel 2021)

* Nel Bologna anche come giocatore.

## Presidenti
Dal giorno della sua fondazione, il 3 ottobre 1909, il Bologna ha avuto 35 presidenti. Tra questi sono compresi anche quelli onorari (finora quattro) e un commissario straordinario. Il primo presidente della società rossoblu fu Louis Rauch, uno dei suoi fondatori nonché primo presidente straniero della storia della squadra felsinea. Il presidente più longevo, nonché vincente, nella storia del club è Renato Dall'Ara che, a partire dal 1934, ha guidato la società fino al 3 giugno 1964, giorno della sua morte. Alla guida del Bologna, ha vinto 4 scudetti (1935-1936, 1936-1937, 1938-1939, 1940-1941) più uno postumo (1963-1964), la Coppa dell' Esposizione di Parigi 1937, una Coppa Mitropa 1961 e la Coppa Alta Italia.

### Elenco cronologico dei presidenti
Di seguito l'elenco dei presidenti e presidenti onorari del Bologna dall'anno della fondazione a oggi, e i relativi trofei vinti.
- 1909  Louis Rauch [N 26]
- 1910  Pio Borghesiani
- 1910  Emilio Arnstein
- 1910  Miguel Ángel Ortiz
- 1910-1912  Domenico Gori
- 1912-1915  Rodolfo Minelli
- 1916-1918  Arturo Gazzoni (onorario)[N 27][N 28]
- 1918-1919  Rodolfo Minelli
- 1919-1921  Cesare Medica[N 29][N 30]
- 1921-1922  Angelo Sbarberi
- 1922  Antonio Turri
- 1923  Ruggero Murè (commissario)
- 1923-1925  Enrico Masetti
- 1925-1928  Paolo Graziani
- 1928-1934  Gianni Bonaveri
- 1934-1964  Renato Dall'Ara[N 31]       [N 32]
- 1964-1968  Luigi Goldoni
- 1968-1970  Raimondo Venturi
- 1970-1972  Filippo Montanari
- 1972-1979  Luciano Conti
- 1979-1983  Tommaso Fabbretti
- 1983-1985  Giuseppe Brizzi
- 1985-1991  Luigi Corioni [N 33]
- 1991-1993  Piero Gnudi
- 1993-2002  Giuseppe Gazzoni Frascara [N 34][N 35]
- 2002-2005  Renato Cipollini
- 2005-2008  Alfredo Cazzola
- 2008-2010  Francesca Menarini
- 2010  Sergio Porcedda
- 2010-2011  Massimo Zanetti
- 2011  Marco Pavignani
- 2011-2014  Albano Guaraldi
- 2014-2015  Joe Tacopina,  Joey Saputo (chairman)
- 2015-  Joey Saputo

- 2010-2014  Gianni Morandi
- 2014-2020  Giuseppe Gazzoni Frascara

### Record
Di seguito i record ottenuti dai presidenti durante la guida del Bologna.
| Anni di presidenza* - 30 Renato Dall'Ara (1934-1964) - 10 Joey Saputo (2015-) - 9 Giuseppe Gazzoni Frascara (1993-2002) - 7 Luciano Conti (1972-1979) - 6 Gianni Bonaveri (1928-1934) - 6 Luigi Corioni (1985-1991) - 4 Rodolfo Minelli (1912-1916) - 4 Luigi Goldoni (1964-1968) - 4 Tommaso Fabretti (1979-1983) | Trofei - 7 Renato Dall'Ara (Serie A 1935-1936, Serie A 1936-1937, Torneo Internazionale dell'Expo Universale di Parigi 1937, Serie A 1938-1939, Serie A 1940-1941, Coppa Alta Italia 1946, Coppa Mitropa 1961) - 3 Gianni Bonaveri (Serie A 1928-1929, Coppa dell'Europa Centrale 1932, Coppa dell'Europa Centrale 1934) - 3 Giuseppe Gazzoni Frascara (Serie C1 1994-1995, Serie B 1995-1996, Coppa Intertoto UEFA 1998) - 1 Enrico Masetti (Serie A 1924-1925) - 1 Raimondo Venturi (Coppa Italia 1969-1970) - 1 Filippo Montanari (Coppa di Lega Italo-Inglese 1970) - 1 Luciano Conti (Coppa Italia 1973-1974) - 1 Luigi Corioni (Serie B 1987-1988) - 1 Joey Saputo (Coppa Italia 2024-2025) |

*La lista tiene conto degli anni come presidente, non delle stagioni.

### Presidenti in dettaglio

#### Louis Rauch

Louis Rauch, il primo presidente della storia del Bologna

Nato in Svizzera, dentista di professione, appassionato di calcio sin dagli anni giovanili, aveva giocato nelle file del Friburgo. Fu il fondatore e primo presidente del Bologna, dove giocò anche come attaccante nei primi campionati professionistici. Per un breve periodo assunse anche il ruolo di allenatore.

#### Pio Borghesiani
Primo presidente italiano del Bologna. Divenne presidente all'inizio del 1910, quando la nuova società si staccò dal Circolo Turistico Bolognese che l'aveva finanziato nei primi mesi di vita.

#### Emilio Arnstein

Emilio Arnstein

Di nazionalità ceca, fu tra i fondatori della società. Fu consigliere nel 1909 e vicepresidente l'anno successivo. Prima di ricoprire questo incarico prese anche il patentino per arbitrare, diventando così il primo arbitro federale in Emilia. Lasciò presto la carica presidenziale a causa di divergenze con gli altri consiglieri.

#### Domenico Gori
Una delle persone bolognesi più ricche del tempo, Domenico Gori volle dimostrare alle altre società italiane che il Bologna sarebbe diventata ben presto una potenza del calcio italiano. Perché avvenisse ciò, fece iscrivere la squadra al massimo campionato del tempo, la Prima Categoria ed acquistò il terreno della Cesoia, per dotare la squadra di un campo recintato con tanto di tribune e spogliatoi; al tempo solo grandi squadre come Genoa e Pro Vercelli ne avevano.

#### Rodolfo Minelli
Quinto presidente e famoso rappresentante di liquori. Ebbe il merito di intuire la direzione di grande popolarità che avrebbe preso il calcio italiano, infatti per lui contava più la propaganda che i risultati: allargò quindi la popolarità del club, attuando forme di marketing e cercando di aumentare i contatti con le maggiori consorelle italiane ed estere, organizzando amichevoli di prestigio con i cugini modenesi e con le squadre svizzere. Cambiò anche il campo da gioco: dai terreni della Cesoia al primo vero e proprio stadio, lo Sterlino. Rimase in carica fino al 1919, ma nel periodo più caldo della guerra, dal 1916 al 1918, venne sostituito dal presidente onorario Arturo Gazzoni.

#### Cesare Medica
Genovese e importante industriale di caffè con interessi nel ramo della ristorazione, alberghiero e dello spettacolo. Il suo apporto nel Bologna fu di enorme importanza: ricompattò la squadra dopo il conflitto mondiale (il Bologna perse ben sette giocatori ed altrettanti dirigenti societari) e ristrutturò lo Sterlino, creando delle tribune con terrazza prensile, le prime in Italia, e le gradinate in cemento armato. Grazie a Medica, lo Sterlino poteva considerarsi all'epoca il campo italiano più modernamente attrezzato. Lasciò l'incarico nel 1921 per impossibilità di conciliare i suoi due lavori. A lui va dato merito di aver assunto il primo allenatore della storia del Bologna, il viennese Hermann Felsner.

#### Angelo Sbarberi
Assunse la carica di presidente per sol un anno, non riuscendo a colmare il vuoto lasciato dall'attivismo del suo predecessore. Lasciò il testimone ad Antonio Turri, in una fase critica della vita societaria del Bologna.

#### Antonio Turri e Ruggero Murè
Ottenne la presidenza nel 1922, ma lasciò subito dopo per motivi imprecisati. Non trovando nessuno che volesse prendere il suo posto, venne nominato un commissario straordinario, l'avvocato Ruggero Murè. il suo compito principale fu quello di individuare un presidente capace di ridare solidità al Bologna, che trovò in Enrico Masetti. Murè lasciò quindi dopo pochi mesi l'incarico e rimase nel Consiglio direttivo della società.

#### Enrico Masetti
Assunse il comando nel 1923 risolvendo la crisi societaria sfociata a seguito delle dimissioni di Turri. Durante la sua presidenza la squadra diventa una delle più forti in Italia, vincendo nel 1925 il primo scudetto della storia del Bologna. Subito dopo la conquista del titolo lasciò la presidenza a Paolo Graziani.

#### Paolo Graziani
Ingegnere, era una personalità molto nota nel mondo del calcio italiano e grande esperto di calcio e di regolamenti; infatti fu lui, insieme a Italo Foschi e Giovanni Mauro, a elaborare nel 1926 il nuovo modello organizzativo del calcio italiano, che prese il nome di Carta di Viareggio. La presidenza di Graziani coincide con la costruzione dello Stadio Littoriale.

#### Gianni Bonaveri
Nel 1928 il Bologna cambia struttura sociale, facendosi assorbire dal "Bologna Sportiva", la grande società sportiva diretta da Leandro Arpinati. Alla guida sella sezione calcio Paolo Graziani viene sostituito da Giovanni Bonaveri, già segretario di Arpinati ed alto funzionario delle Assicurazioni Venezia. Durante la sua presidenza la squadra vince il suo secondo scudetto, due Coppe dell'Europa Centrale e organizzò la prima tournée fuori Europa, in Sud America. La sua esperienza terminò nel 1934 con lo scioglimento della polisportiva.

#### Renato Dall'Ara

Renato Dall'Ara

Nonostante fosse un industriale del settore tessile che fino ad allora non si era per nulla interessato al mondo dello sport, Dall'Ara diresse con grande successo la società rossoblu, diventando il presidente più vittorioso della storia del Bologna, oltre ad essere il più longevo (ben trent'anni di presidenza): diviene presidente nel 1934, fra il 1935 e il 1941 conquistò quattro scudetti ed il Trofeo dell'Esposizione a Parigi nel 1937, successi grazie ai quali il Bologna divenne "lo squadrone che tremare il mondo fa". Ebbe la felice intuizione di ingaggiare come allenatore Fulvio Bernardini, che fece vincere al Bologna la Mitropa Cup. Morì il 3 giugno 1964 per infarto dopo una lite tra lui e il presidente nerazzurro Angelo Moratti, quattro giorni prima della vittoria dell'ultimo scudetto al Bologna. Nel ventennale della morte, gli verrà intitolato lo stadio Comunale.

#### Luigi Goldoni
Facoltoso industriale nel ramo dei prodotti medicali, era vicepresidente del Bologna e assunse la presidenza a seguito della morte di Dall'Ara. Con lui la squadra raggiunge un secondo e un terzo posto senza però vincere nessun trofeo italiano o internazionale. Restò presidente per quattro anni, poi a causa delle troppe contestazioni dei tifosi cedette il posto prima a Filippo Montanari. Il giovane però rifiuto e quindi la presidenza passò nel 1968 a Raimondo Venturi.

#### Raimondo Venturi
Era un imprenditore di successo nel campo edilizio. La sua presidenza è ricordata per l'acquisto di numerosi giovani di ottimo futuro come Franco Cresci e Beppe Savoldi; il Bologna con Venturi vinse la sua prima Coppa Italia, con allenatore l'ex C.T. della nazionale italiana Edmondo Fabbri. Va ricordato che negli ultimi anni della sua presidenza cercò invano di vendere Giacomo Bulgarelli, la stella della squadra, ai rivali del Milan, ma solo grazie all'intervento di Fabbri e della stampa locale l'affare saltò. In seguito a questo fatto venne sfiduciato dai consiglieri e nel 1972 viene allontanato dal Bologna.

#### Filippo Montanari

Filippo Montanari

Socio di lunga data del Bologna e già vicino alla presidenza nel 1968, Montanari diviene presidente "di minoranza", in quanto possiede solo il cinque per cento del patrimonio societario. I suoi anni al Bologna sono contraddistinti dall'arrivo di giocatori promettenti ma anche da varie sfortune, come l'infortunio al promettente Franco Liguori che costò al giocatore uno stop di un anno. Nonostante ciò la squadra in campo fatica ad esprimere bel gioco ma in compenso vince la prima e unica Coppa di Lega Italo-Inglese.

#### Luciano Conti
Quinto presidente del dopoguerra, i primi anni della sua presidenza la fanno da padrone giocatori come Beppe Savoldi e Eraldo Pecci e proprio con loro due in squadra si vince la seconda Coppa Italia. Ma nell'estate del 1975, per necessità di soldi, vennero entrambi venduti e da quel momento la squadra faticò molto per restare in Serie A. Per nulla amato dalla tifoseria e dalla stampa, all'indomani della salvezza nell'ultima di campionato 1978-79 cedette la società a Tommaso Fabbretti.

#### Tommaso Fabbretti
La presidenza di Fabbretti si rivelò la più disastrosa della storia del Bologna. Dopo i primi due campionati con esiti medio-positivi, dove esplodono giovani come Roberto Mancini (che in seguito verrà venduto, scatenando le ire dei tifosi), Giuseppe Dossena e Enéas, il 16 maggio 1982 il Bologna retrocede per la prima volta nella sua storia nella cadetteria. Ai problemi della squadra si aggiungono anche quelli personali: il 9 dicembre viene arrestato dalla Guardia di Finanza per vicende legate alla cessione delle sue società di assicurazioni. Uscì di prigione dopo due mesi e il 14 febbraio 1983, a seguito anche di dure contestazioni dei tifosi, si dimise da presidente conferendo pieni poteri a Enzo Mariniello, uomo d'affari cesenate, inesperto di calcio e ben presto contestato dai giocatori a causa dei mancati stipendi non retribuiti. In seguito Mariniello cedette tutte le sue quote a Giuseppe Brizzi.

#### Giuseppe Brizzi
Già con precedenti nel mondo del calcio (era stato presidente dell'Hellas Verona per una stagione) assunse la presidenza il 15 aprile 1983. Nonostante cerchi di sanare i debiti e di pagare gli stipendi arretrati, la situazione è ormai fuori controllo e il Bologna retrocede in Serie C1. Malgrado questa doppia retrocessione in due anni, Brizzi fa una campagna acquisti eccelsa per la categoria e il Bologna riconquista la Serie B. Ma la squadra non mantiene le aspettative e si salva nelle ultime giornate di campionato. Alla fine Brizzi cede la presidenza a Luigi Corioni. Pochi anni dopo, nel gennaio 1986, venne accusato di falso in bilancio e appropriazione indebita nel periodo quando lui era presidente del Bologna.

#### Luigi Corioni

Luigi Corioni

L'imprenditore bresciano era già da tanti anni nel mondo del calcio, essendo stato presidente dell'Ospitaletto (facendola arrivare dai dilettanti alla C) e consigliere del Milan. Nel gennaio 1985 compra per 7 miliardi di lire il Bologna. Nonostante venga accolto tra scetticismi e perplessità, Corioni dopo due anni in cadetteria riesce nell'intento di riportare la squadra in A grazie alla guida tecnica di Luigi Maifredi e trasferimento in blocco di svariati giocatori dall'Ospitaletto ai rossoblu. La squadra arriva anche a qualificarsi per la Coppa UEFA, ma la stagione successiva i rossoblu retrocedono di nuovo in B mentre invece in Europa si fermando fino ai quarti di finale. All'indomani della retrocessione, dopo sei anni di presidenza vende il Bologna alla coppia Gnudi-Wanderlingh.

#### Piero Gnudi
Dopo tre presidenze e dodici anni, il Bologna ritorna in mano ad un imprenditore bolognese, Piero Gnudi. Insieme a lui ci sono anche Valerio Gruppioni, come amministratore delegato, e Renato Wanderlinght. Si diceva però che Gnudi operasse per Pasquale Casillo, al tempo presidente del Foggia. Nei suoi due anni di presidenza abbandonano prima Wanderlinght e a seguito di alcune istanze di fallimento anche Gruppioni; con il solo Gnudi al comando e grazie al supporto di Casillo, la squadra non solo retrocesse di nuovo dalla B alla C, ma dopo 84 anni di vita la società fallisce.

#### Giuseppe Gazzoni Frascara

Giuseppe Gazzoni Frascara

Nipote d'arte (suo nonno fu l'inventore dell'Idrolitina e della Pasticca del Re Sole, oltre a presidente del Bologna negli anni della Grande Guerra), a lui resta legata l'operazione-salvataggio con cui il 28 giugno 1993 acquistò il Bologna dopo il fallimento. La società viene trasferita nel nuovo Centro tecnico di Casteldebole, dove risiede tuttora. Con Gazzoni la squadra raggiunge vette inaspettate e fa rivivere al Bologna i fasti di un tempo: dopo un salto doppio dalla C1 alla A nel giro di tre anni, i felsinei vincono la loro prima coppa Intertoto nel 1998, arrivano nella stagione 1998-1999 in semifinale di Coppa UEFA e di Coppa Italia e si alternano in squadra giocatori di caratura mondiale come Roberto Baggio, Giuseppe Signori, Klas Ingesson, Julio Cruz e Gianluca Pagliuca. La sua ultima stagione al Bologna sarà oggetto di discussioni nel 2006 a seguito dello scoppio di Calciopoli: nel corso di quella stagione alcune delle partite disputate dal Bologna furono oggetto delle inchieste che portarono alle penalizzazioni di diverse squadre e in alcuni casi i rossoblu fu coinvolto in maniera diretta; in altre occasioni invece le indagini si incentrarono su ammonizioni 'mirate' a giocatori diffidati al fine di favorire le avversarie della giornata seguente. Nonostante le penalizzazioni inflitte al Bologna, la società non venne ripescata e nemmeno risarcita. A seguito della retrocessione Gazzoni cede la società ad Alfredo Cazzola.
Il 17 novembre 2014 viene nominato presidente onorario del club dal neo presidente Joe Tacopina, carica che ha ricoperto fino alla morte, il 24 aprile 2020.

#### Alfredo Cazzola

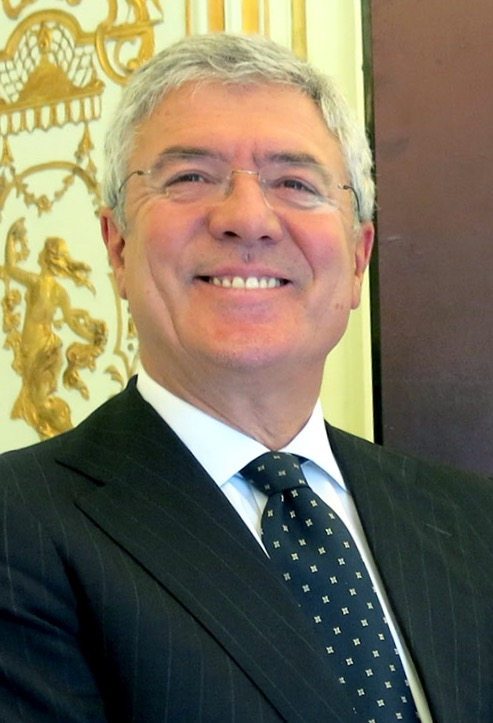
Alfredo Cazzola

Bolognese, era già conosciuto agli sportivi per essere stato dal 1991 al 2000 presidente della Virtus Pallacanestro Bologna. Acquista ufficialmente il Bologna il 3 ottobre 2005: diventa proprietario del 50% del club, che poi diventerà 75% a seguito dell'abbandono di un socio. La sua presidenza dura tre anni, quanto bastano per poter risalire in A; infatti, dopo due tentativi infruttuosi, al terzo anno la squadra si piazza al secondo posto e viene promossa matematicamente in Serie A. A seguito del rifiuto da parte degli amministratori locali per la costruzione del nuovo stadio del Bologna, Cazzola nell'agosto 2008 cede le sue quote al suo socio Renzo Menarini, il quale affiderà la presidenza a sua figlia Francesca.

#### Francesca Menarini
La prima presidente donna della storia del Bologna, la terza nella storia delle Serie A. Durante la sua presidenza il club festeggia i 100 anni dalla sua nascita. La squadra mostra spesso enormi difficoltà in campionato, complice la poca disponibilità economica della famiglia Menarini, ma nonostante queste difficoltà la squadra si salva sempre, anche grazie all'acquisto (e ai goal) di Marco Di Vaio, che da lì a poco diventerà il giocatore simbolo del Bologna. Dopo che la squadra si piazza all'ultimo posto disponibile per salvarsi, i Menarini, spinti dalle contestazioni dei tifosi, trovano l'accordo con Sergio Porcedda, il quale il 7 luglio 2010 rilevate le quote di maggioranza.

#### Sergio Porcedda
La sua presidenza durò pochissimo, appena 5 mesi, ma creò molti squilibri societari: Porcedda, di origini sarde, pur avendo dato corso ad un profondo rinnovamento e ringiovanimento del pacco giocatori, dopo pochi mesi si rivela totalmente insolvente sul piano finanziario al punto da causare una penalizzazione di tre punti, da scontare nel campionato in corso, per inadempienze finanziarie. Già a metà novembre la società dichiara default e si trova sull'orlo del fallimento. Ma il secondo fallimento della storia viene scongiurato da una cordata di imprenditori bolognesi capitanata da Massimo Zanetti e allestita da Giovanni Consorte, che acquisteranno il Bologna il 23 dicembre 2010.

#### Massimo Zanetti e Marco Pavignani
Il 23 dicembre Zanetti assume la carica di presidente, mentre Gianni Morandi viene nominato presidente onorario. Ma a creare malumori tra i giocatori, tra i tifosi e tra i soci della stessa cordata è la nomina ad amministratore delegato di Luca Baraldi, già stato al Bologna ma inimicandosi la piazza a seguito di alcune dichiarazioni che screditavano il club. Queste tensioni porteranno il 21 gennaio 2011, a meno di un mese dall'insediamento, alle dimissioni non solo di Baraldi ma anche dello stesso presidente Massimo Zanetti. Con il club che ripiomba nel caos, la carica viene assunta temporaneamente dal vicepresidente Marco Pavignani che la ricoprirà fino al 7 aprile; dopo di che viene nominato nuovo presidente del Bologna Albano Guaraldi.

#### Albano Guaraldi
Imprenditore del settore edile, viene prima chiamato a comporre la cordata di imprenditori bolognesi per salvare il Bologna nel 2010 e in seguito viene eletto presidente del club. A maggio viene nominato amministratore delegato e diventa azionista di maggioranza. Al primo anno la squadra raggiunge il nono posto, piazzamento migliore degli ultimi dieci anni. Nonostante questo avvio promettente, la squadra, causa decisioni societarie discutibili e mancanza di soldi, tanto da causare più volte il rischio di un fallimento, perde di forza a ogni calciomercato, e dopo un tredicesimo posto nella stagione 2013-2014 la squadra piomba al penultimo posto e retrocede per la sesta volta nella storia del club. Il 15 ottobre si accorda con l'americano Joe Tacopina per la vendere il club. Durante il corso di tutta la sua presidenza fu aspramente criticato dai tifosi e in seguito dalla stampa bolognese.

#### Joe Tacopina
Joe Tacopina, di professione avvocato, si era già avvicinato nel mondo del calcio nel 2008 tentando proprio di acquistare il Bologna, senza però riuscirci. Nel 2011 Tacopina è parte della cordata americana capitanata da Thomas DiBenedetto divenuta proprietaria della Roma. Il 15 ottobre 2014 acquista il Bologna con una cordata composta da italiani, americani e anche il ricco magnate canadese Joey Saputo. A dicembre 2014 Giuseppe Gazzoni Frascara viene nominato presidente onorario e Joey Saputo chariman del club. A distanza di quasi un anno, il 20 settembre 2015 Joe Tacopina rassegna le proprie dimissioni come presidente ed esce anche dal consiglio d'amministrazione, lasciando di conseguenza ogni incarico dentro il Bologna. La causa di questo abbandono da parte dell'avvocato newyorkese è dovuto alle continue liti con Joey Saputo sulla spartizione delle quote all'interno della società. In seguito alle dimissioni di Tacopina il controllo del club passa nelle mani del magnate canadese.

#### Joey Saputo
Ufficialmente il ruolo di Joey Saputo non è quello di presidente della società ma di chairman, ovvero il presidente del consiglio di amministrazione, avvicinandosi quindi più ad una struttura organizzativa molto usata nelle società statunitensi che in quelle italiane. Qualche mese dopo l'entrata in carica compra interamente il centro tecnico Niccolò Galli, e investe dei capitali significativi con lo scopo di ammodernarlo, e porta a termine la costruzione di una foresteria all'avanguardia per ospitare i giovani calciatori del Bologna provenienti da zone non limitrofe. Nel 2019 - assieme all'amministratore delegato Claudio Fenucci - presenta un progetto di ristrutturazione completa dello stadio Renato Dall'Ara.
Sotto la sua presidenza il Bologna ha raggiunto la qualificazione in UEFA Champions League per la stagione 2024-2025 dopo 59 anni di assenza e vince la sua terza Coppa Italia a Roma il 14 maggio 2025.

### Esplicative
1. ↑   Arrigo Gradi - Guido Nanni - Louis Rauch.
2. ↑  Da conteggiare - Campionato Emiliano di Terza Categoria 1909-1910
3. ↑  Da conteggiare - Campione d'Emilia di Prima Categoria 1920-1921
4. ↑  Da conteggiare - anche se non raffigurata - la Coppa Alta Italia
5. ↑  Alla 10ª giornata a causa di un viaggio in Sudamerica venne temporaneamente sostituito da Raffaele Sansone, come riscontrabile qui
6. ↑  Da conteggiare -  Campionato serie B
7. ↑  Da conteggiare -Campionato serie C1
8. ↑  Da conteggiare -Campionato serie B
9. ↑  Nella stagione 1958-1959 con Alfredo Foni D.T.
10. ↑  Nella stagione 1949-1950 con Pietro Genovesi D.T.
11. ↑  Esonerato e per 2 volte e chiamato/richiamato per 3 volte
12. ↑  Nella stagione 1967-1968 con Giuseppe Viani D.T., nelle stagioni 1968-1969 (metà) e 1971-1972 con Oronzo Pugliese D.T.
13. ↑  Con Francesco Janich D.T.
14. ↑  Direttore tecnico con allenatore Ljubo Benčić
15. ↑  Nel 1933-1934 nella commissione tecnica assieme a Bernardo Perin e Angelo Schiavio, nel 1945-1946 assieme ad Angelo Schiavio, nel 1949-1950 direttore tecnico con allenatore Tony Cargnelli
16. ↑  Direttore tecnico con allenatore Romano Fogli
17. ↑  Nella stagione 1946-1947 assieme a József Viola
18. ↑  Ad interim (1 partita)
19. ↑  Nella commissione tecnica assieme a Pietro Genovesi e Angelo Schiavio
20. ↑  In entrambe le stagioni direttore tecnico con allenatore Cesarino Cervellati
21. ↑  Nel 1933-1934 nella commissione tecnica assieme a Bernardo Perin e Pietro Genovesi, nel 1946 assieme a Pietro Genovesi
22. ↑  Nella stagione 2006-2007 esonerato e richiamato per 2 volte
23. ↑  Nel 1967-1968 direttore tecnico con allenatore Cesarino Cervellati
24. ↑  Ad interim (1 partita)
25. ↑  Assieme a Gyula Lelovics
26. ↑  Da conteggiare - Campionato Emiliano di Terza Categoria 1909-1910
27. ↑  Indicato in questa lista, anche se onorario, perché in questo periodo fu la più alta carica dirigenziale, data la vacanza della figura del presidente.
28. ↑  Da conteggiare - Coppa Emilia 1916
29. ↑  Da conteggiare -Campione d'Emilia 1919-1920
30. ↑  Da conteggiare -Campione d'Emilia 1920-1921
31. 1 2  Lo scudetto 1964 non è conteggiato nell'elenco poiché vinto nel periodo vacante della presidenza fra la morte di Dall'Ara e l'elezione di Goldoni.
32. ↑  Da conteggiare - anche se non raffigurata - la Coppa Alta Italia 1946
33. ↑  Da conteggiare -Campionato serie B 1987-1988
34. ↑  Da conteggiare -Campionato serie C1 1994-1995
35. ↑  Da conteggiare -Campionato serie B 1995-1996

### Bibliografiche
1. 1 2 3 4 5 6 7 8   Rossoblù, su bolognafc.it. URL consultato il 28 aprile 2019.
2. 1 2 3 4   Rauch Louis, su bolognafc.it. URL consultato il 28 aprile 2019.
3. 1 2   FELSNER, Hermann, su treccani.it. URL consultato il 10 novembre 2018.
4. 1 2 3  Baccolini, pp. 129, 189-190.
5. ↑   E’ morto Bruno Pesaola, mitico allenatore del Bologna vincitore della Coppa Italia nel ’74, in Il Resto del Carlino. URL consultato il 29 aprile 2019.
6. ↑   Ulivieri torna in panchina: allenerà le donne del Pontedera, in la Repubblica, 20 agosto 2015. URL consultato il 29 aprile 2019.
7. ↑   Massimo Vitali, Bologna calcio, morto Cesarino Cervellati, cuore rossoblù, in Il Resto del Carlino, 14 aprile 2018. URL consultato il 29 aprile 2019.
8. 1 2   Palmarés, su bolognafc.it. URL consultato il 29 aprile 2019.
9. ↑   Premio Facchetti, il calcio omaggia Donadoni. E si commuove per Parigi, in La Gazzetta dello Sport. URL consultato il 13 novembre 2018.
10. ↑   Gran Galà del Calcio 2018 | Vincitori del premio, su Gran Galà del Calcio. URL consultato il 13 febbraio 2019.
11. ↑   Siniša Mihajlović Coach of the Month di Aprile, in Lega Serie A, 5 maggio 2022. URL consultato il 5 maggio 2022 (archiviato dall'url originale il 5 maggio 2022).
12. ↑   Thiago Motta Coach of the Month di Febbraio, in Lega Serie A, 8 marzo 2023. URL consultato l'11 marzo 2023.
13. ↑   Thiago Motta Philadelphia Coach of the Month di Febbraio, in Lega Serie A, 7 marzo 2024. URL consultato il 23 marzo 2024.
14. ↑   Thiago Motta Philadelphia Coach of the Month di Marzo, in Lega Serie A, 11 aprile 2024. URL consultato il 29 maggio 2024.
15. ↑   Vincenzo Italiano Philadelphia Coach of the Month di Marzo, in Lega Serie A, 4 aprile 2025. URL consultato il 5 aprile 2025.
16. ↑   Massimo Vitali, Panchina d'oro, premio speciale a Mihajlovic, in Il Resto del Carlino. URL consultato il 3 febbraio 2020.
17. ↑   Mihajlovic eletto miglior allenatore serbo dell'anno, in La Gazzetta dello Sport. URL consultato il 29 novembre 2019.
18. ↑  (SR) “Obećao sam da neću da plačem…”: Siniša Mihajlović u Beogradu, i zvanično najbolji trener Srbije, Nedeljnik, 12 dicembre 2019. URL consultato il 1º gennaio 2021 (archiviato dall'url originale il 28 aprile 2020).
19. ↑   Hall of fame, su figc.it. URL consultato il 12 febbraio 2019.
20. 1 2   Il trentesimo Presidente della storia del Bologna, su bolognafc.it. URL consultato il 10 novembre 2018.
21. 1 2 3   Dall'Ara, presidente da una vita, in Corriere della Sera. URL consultato il 29 aprile 2019.
22. ↑  Chiesa, p. 61.
23. 1 2  Baccolini, p. 21.
24. 1 2 3 4 5  Chiesa, pp. 61-62.
25. 1 2 3  Chiesa, p. 62.
26. 1 2 3  Chiesa, pp. 62-63.
27. 1 2  Baccolini, pp. 159-160.
28. 1 2  Chiesa, pp. 63-64.
29. ↑  Baccolini, pp. 38-39.
30. ↑  Chiesa, p. 64.
31. 1 2   Dario Cervellati, Bologna Fc, Renato Dall'Ara ed Arpad Weisz nella Hall of fame del calcio, in Il Resto del Carlino, 6 dicembre 2017. URL consultato il 29 aprile 2019.
32. 1 2  Chiesa, p. 67.
33. 1 2  Baccolini, p. 167.
34. ↑   "Caro presidente, basta minacce mio figlio Marino non è un lavativo", in la Repubblica. URL consultato il 30 aprile 2019.
35. ↑  Chiesa, pp. 67-68.
36. ↑   #OnThisDay: 23 settembre 1970, la vittoria in Coppa di Lega Italo-Inglese, su bolognafc.it, 23 settembre 2016. URL consultato il 30 aprile 2019.
37. 1 2 3 4   Storia, su bolognafc.it. URL consultato il 30 aprile 2019.
38. ↑   Pierpaolo Velonà, Conti Editore, fine di un’epoca Addio allo stabilimento storico, in Corriere della Sera, 16 dicembre 2014. URL consultato il 30 aprile 2019.
39. ↑   Massimo Vitali, È morto Fabbretti, l’uomo della B, su Il Resto del Carlino, 1451456199000. URL consultato il 30 aprile 2019.
40. ↑  Chiesa, pp. 70-71.
41. ↑   Bologna festeggia la promozione 'Ma siamo ancora in purgatorio' - la Repubblica.it, in la Repubblica. URL consultato il 30 aprile 2019.
42. ↑  Baccolini, pp. 40-41.
43. ↑  Chiesa, p. 72.
44. ↑   il Resto del Carlino, E’ morto Gino Corioni, portò il Bologna in Europa, in Il Resto del Carlino, 8 marzo 2016. URL consultato il 30 aprile 2019.
45. ↑   Bologna, Montezemolo convinto da Gazzoni, in la Repubblica. URL consultato il 30 aprile 2019.
46. ↑  Baccolini, pp. 121-122.
47. ↑   Gazzoni Frascara presidente onorario del Bologna, in Tuttosport. URL consultato il 30 aprile 2019.
48. ↑   Andrea Tosi, Addio a Gazzoni Frascara. Baggio: "Nel suo Bologna l'anno più bello", in La Gazzetta dello Sport, 24 aprile 2020. URL consultato il 24 aprile 2020.
49. ↑   Cazzola e il Bologna: "Il mio debutto col Crotone e le scelte di Saputo. Che fortuna averlo trovato", in la Repubblica, 20 agosto 2016. URL consultato il 30 aprile 2019.
50. ↑   Cazzola, da traditore a eroe I misteri del Bologna calcio, in Il Fatto Quotidiano, 25 marzo 2011. URL consultato il 30 aprile 2019.
51. ↑   Calcio, Bologna: Francesca Menarini nominata presidente, in la Repubblica. URL consultato il 30 aprile 2019.
52. ↑   Calcio, Bologna; Menarini: da Porcedda abbiamo ricevuto zero, in la Repubblica. URL consultato il 30 aprile 2019.
53. ↑   Marcello Giordano, Bancarotta fraudolenta, chiesti 5 anni di carcere per Porcedda, in Il Resto del Carlino, 12 aprile 2016. URL consultato il 30 aprile 2019.
54. ↑   Grazie Saputo, al Bologna pensaci tu. Non avevo 100 milioni per i rossoblù, in Corriere della Sera, 8 ottobre 2016. URL consultato il 30 aprile 2019.
55. ↑   Il Bologna in lutto, s'è spento Marco Pavignani, in la Repubblica, 19 marzo 2015. URL consultato il 30 aprile 2019.
56. ↑   Bologna, ecco Guaraldi: è il nuovo presidente rossoblù, in Sky Sport. URL consultato il 30 aprile 2019 (archiviato dall'url originale l'11 aprile 2019).
57. ↑   Bologna, i tifosi sul piede di guerra. Guaraldi mai più al Dall'Ara, in La Gazzetta dello Sport.
58. ↑   Bologna in vendita, duemila tifosi verso casa di Guaraldi: "Vattene", in La Gazzetta dello Sport.
59. ↑   Bologna: guerra al vertice. Tacopina fa causa a Saputo, in La Gazzetta dello Sport.
60. ↑   I nuovi proprietari americani del Bologna, in il Post. URL consultato il 5 novembre 2018.
61. ↑   Casteldebole è rossoblù: acquistato il centro tecnico, in Corriere della Sera. URL consultato il 29 aprile 2019.
62. ↑   Bologna, presentato progetto del nuovo stadio, in Sky Sport. URL consultato il 29 aprile 2019.